# Cross Industry Standard Process for Data Mining

Cross Industry Standard Process for Data Mining (CRISP-DM) est un modèle de processus d'exploration de données qui décrit une approche pour traiter des problématiques liées à l’analyse, à l’extraction et aux sciences des données.
Des sondages effectués en 2002, 2004, 2007, 2014 et 2020 montrent qu'il s'agit de la méthode principale utilisée pour les projets d'analyse, d'extraction et de science des données. Cette méthode a été créée par un consortium formé des compagnies NCR, SPSS et Daimler-Benz. Le processus définit une hiérarchie consistant de phases majeures, de taches générales, de taches spécialisées et d'instances de processus.

## Phases principales

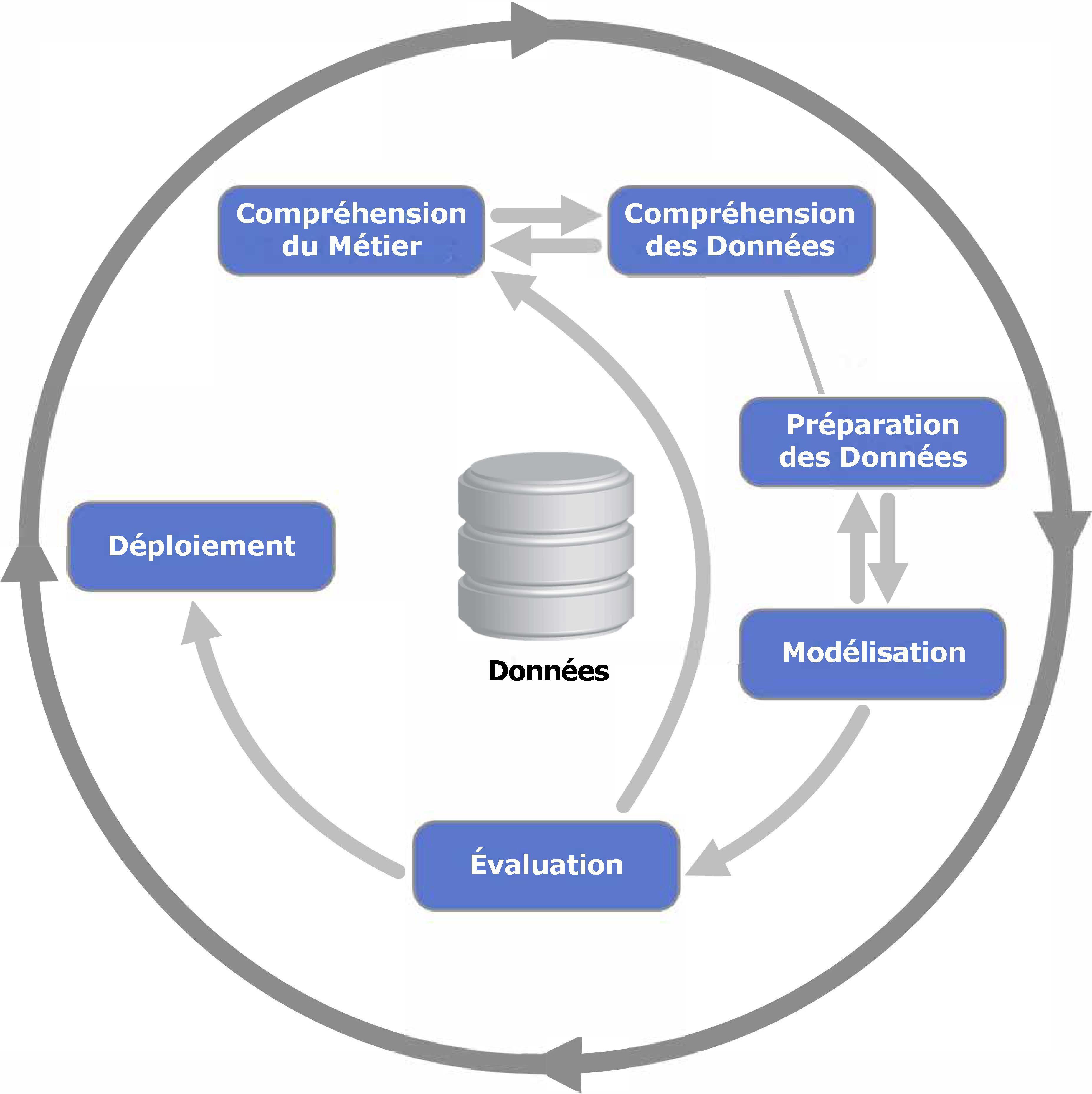
Diagramme de processus montrant la relation entre les différentes phases de CRISP-DM.

CRISP-DM découpe le processus de data mining en six phases principales :  
- connaissance du métier
- connaissance des données
- préparation des données
- modélisation des données
- évaluation
- déploiement

## Histoire
La méthode CRISP-DM est conçue en 1996.  En 1997, elle se développe en tant que projet de l'Union européenne financé par le programme ESPRIT. Le projet est conduit par quatre compagnies : ISL, NCR Corporation, Daimler-Benz et OHRA. Ce cœur du consortium apporte différentes expériences au projet : ISL, plus tard acquis et intégré dans SPSS Inc. produit ses progiciels d'analyse prédictive du même nom, intégré de nos jours au groupe IBM. Le géant informatique NCR Corporation créa la division Teradata spécialisée dans les entrepôts de données  et son propre progiciel de data mining. Daimler-Benz avait une importante équipe de data miners. OHRA, une compagnie d'assurance, venait juste de commencer à explorer le potentiel d'utilisation du data mining.
La première version de la méthode fut publiée sous le numéro de version CRISP-DM 1.0 en 1999.

## CRISP-DM 2.0
En juillet 2006, le consortium annonce qu'il va commencer à travailler sur une seconde version de CRISP-DM. Le 26 septembre 2006, le CRISP-DM SIG se réunit pour discuter des améliorations pour CRISP-DM 2.0 et de la feuille de route qui en découle. Depuis le 22 juin 2011, le site web redirige vers une page du site d'IBM dédié à SPSS.

## Avantages
- Méthode neutre par rapport aux métiers
- Méthode neutre par rapport aux outils
- Méthode liée étroitement à KDD Process Model[11]
- Point d'ancrage du processus de data mining